# Groupe révolution socialiste
Ne doit pas être confondu avec Groupe socialiste révolutionnaire.
Pour les articles homonymes, voir GRS.
Le Groupe révolution socialiste (GRS) est un parti martiniquais fondé en 1972 par Édouard de Lépine, Édouard Jean-Elie, Vincent Placoly, Philippe Pierre-Charles et Gilbert Pago. Il est la section martiniquaise de la Quatrième Internationale - Secrétariat unifié et proche du Nouveau Parti anticapitaliste.

## Historique
Le Groupe révolution socialiste (section antillaise de la IVe Internationale) est créé en 1971 notamment à partir d'exclus ou de démissionnaires des PC et des Jeunesses communistes, de militants du mouvement étudiant et lycéen,.
Lors de son premier congrès à Fort-de-France, les délégués présents décident unanimement, après un an et demi de débats, de demander leur adhésion à la IVe Internationale. Il devient ainsi la section antillaise de l'Internationale trotskiste, et la composante trotskyste du mouvement indépendantiste. Il s'implante successivement en Martinique puis en Guadeloupe.
À ses débuts, le GRS publiait une feuille hebdomadaire, Révolution socialiste, qui arborait le slogan « Pour la construction d'un parti communiste révolutionnaire des Antilles ». Au début des années 1980, cet imprimé de quatre pages rendait compte des nouvelles du monde politique et du monde du travail en Martinique et en Guadeloupe. S'y ajoutaient des articles sur des évènements ou des situations à l'étranger, par exemple le syndicat Solidarité en Pologne et la situation en Haïti, traités dans une même livraison.

## Activités
Le 5e congrès du GRS, tenu en mars 1982, adopta une résolution appelant les travailleurs des Antilles à se saisir de la plus grande liberté offerte par l'élection de François Mitterrand et la formation d'un nouveau gouvernement, pour œuvrer à l'indépendance de la région.
Lors du renversement de Maurice Bishop à la Grenade en 1983, le GRS émit des protestations et organisa des manifestations à la Martinique et à la Guadeloupe, condamnant le meurtre de ce dernier et l'invasion de l'île par les États-Unis.
En 1985, quand Georges Faisans, un des principaux défenseurs de l'indépendance de la Guadeloupe, fut arrêté en France, le GRS organisa des manifestations dans l'île pour obtenir sa libération. Le 29 juillet, la Cour d'appel de Basse-Terre décide de le remettre en liberté sous contrôle judiciaire.

## Présence aux élections
En 1971, Edouard Jean-Élie est élu maire de la commune de L'Ajoupa-Bouillon, il le reste jusqu'en 1995, mais quitte le GRS pour le Parti progressiste martiniquais en 1983.
En 1989, le GRS réussissait pour la première fois de son histoire à avoir un élu municipal dans l'opposition. C'était lors des élections municipales à Fort-de-France. La liste Rassemblement anticolonialiste foyalais que conduisait Philippe Pierre-Charles recueillait 1 507 voix, soit 5,52 % des suffrages. À l'issue de l'élection le GRS obtenait un siège dans l'opposition et c'est Philippe Pierre-Charles tête de liste qui l'occupa de 1989 à 1995. 
En 2015, lors des premières élections territoriales, le GRS constitue une coalition électorale avec le MODEMAS et le CNCP. La liste Nou pèp la est conduite par Marcellin Nadeau, maire du Prêcheur et vice-président du MODEMAS. Les têtes de la liste sont Marcellin Nadeau pour la section du Nord, Samuel Tavernier pour la section du Centre, Rita Bonheur, du GRS, présidente de l'Union des femmes de la Martinique pour la section de Fort-de-France et Suzy Singa pour la section du Sud. Au 1er tour, la liste obtient 7 653 voix, soit 6,34 %, mais ne peut se maintenir au second tour, ni fusionner avec une autre liste.

## Direction
Le porte-parole actuel du GRS est Philippe Pierre-Charles, professeur agrégé d'histoire, co-secrétaire général de la Centrale démocratique martiniquaise des travailleurs (CDMT) et ancien conseiller municipal de Fort-de-France.

## Publications
- Images de la vie quotidienne aux Antilles, Les Abymes, Édition du Groupe Révolution socialiste, 1981, 32 p.
- Adresse à Jean-Luc Mélenchon, Philippe Poutou, Nathalie Arthaud, et à la gauche progressiste de France, Les Abymes, Édition du Groupe Révolution socialiste, 2016, 22 p.